# مخروطی مورس
مخروطی مورس (Morse Taper)، توسط استیون ای. مورس (Stephen A. Morse) در اواسط دههٔ ۱۸۶۰ میلادی اختراع شد، اگرچه پس از آن با اندازه‌های کوچک‌تر و بزرگ‌تر رو به تکامل بوده و به عنوان استاندارد توسط سازمان‌های متعددی به تصویب رسیده‌است، که از آن جمله شامل استاندارد ISO 296 سازمان بین‌المللی استانداردسازی (ISO) و استاندارد DIN 228-1 مؤسسهٔ استاندارد آلمان (DIN) می‌شود.
مخروطی مورس، یکی از انواع بسیار رایج است که عموماً روی ساق دریل پیچ‌های مخروطی، دستگاه‌های برقوزنی، در دوک پرس (اسپیندل) مته‌های صنعتی و در نگهدارندهٔ مرغک متحرک (Tailstock) دستگاه‌های تراش استفاده می‌گردد.

## اندازه‌ها
مخروطی‌های مورس، در هشت اندازه که با اعداد صحیح صفر تا هفت مشخص می‌شود و نیز یک نیم سایز (اندازهٔ ۲/۱ ۴ که به ندرت یافت می‌شود و در جدول نیز نیامده‌است)، شناخته می‌شوند. اغلب در نام‌گذاری، به صورت اختصار از MT به همراه یک رقم استفاده می‌گردد، برای مثال یک مخروطی مورس شمارهٔ چهار به صورت MT4 خواهد بود. مخروطی MT2 سایز رایجی است که معمولاً در پرس‌های دریل تا ظرفیت ۱/۲" استفاده می‌شود.
برای اینکه ببینیم چه اندازه‌ای از مورس بر روی دستگاه تراش سوار می‌شود (که معمولاً مورس شمارهٔ یک یا دو است)، می‌توان کولیس یا خط‌کش را در دهانه نگه‌دارنده متحرک مرغک قرار داد، اگر قطر دهانه در حدود 12(mm) باشد، مورس شمارهٔ یک، و اگر در حدود 18(mm) باشد، مورس شمارهٔ دو خواهد بود.
گونه‌های خرد (کوتاه)، زاویهٔ مخروطی مشابه، ولی طولی کمی بیش از نصف طول رایج دارند، و گاهی با اعداد صحیح از یک تا پنج، مشخص می‌گردند. استاندارهایی برای این‌ها نیز وجود دارد، تا بتوان از آن‌ها برای نگه داشتن اسپیندل‌های بزرگ‌تر در سوراخ میانی نگه‌دارندهٔ مرغک ثابت (Headstock) استفاده کرد.

## انواع انتها
مخروطی‌های مورس از نوع خودنگهدارنده هستند، و می‌توانند سه نوع انتها داشته باشند:
۱) زبانه‌دار، که باربرداری با وجود رانش را تسهیل می‌کند.
۲) رگه (سوراخ‌دار) که به وسیلهٔ یک زبانه، در محل نگه داشته می‌شود.
۳) تخت (که مقطع زبانه‌دار یا رگه ندارد.)
مخروطی‌های خودنگهدارنده، برای تحمل بار محوری نسبت به بار شعاعی و نیز انتقال گشتاورهای بالا مناسب‌ترند. مشکلات ممکن است در هنگام استفاده از دریل‌های بزرگ نسبت به ساق، اگر سوراخ راهنما بسیار بزرگ باشد، افزایش یابند. نوع رگه‌دار، برای هنگامی که بار جانبی وجود دارد، به خصوص در فرز مفید است. تنها استثنا زمانی است که چنین موقعیت‌های نامناسبی، برای حذف یک میکهٔ فشرده شده شبیه‌سازی شوند. اجازه دادن به وقوع چتر (Chatter) (لرزش‌های داخلی در قطعه) به آزاد کردن گیر، کمک خواهد کرد. زاویهٔ مخروطی حاد (باریک) می‌تواند در چنین فشرده‌سازی‌هایی با بار محوری زیاد یا در طول زمان طولانی، ایجاد شود.
برش‌های فرز نهایی گاهی با ساق‌های مخروطی مورس با زبانه، دیده می‌شوند، که برای ایمنی آن‌ها، باید از گیره‌های C شکل یا مشابه آن استفاده شود، به طوری که در گردنهٔ بین ساق و تراش، جا زده شود، و بر خلاف انتهای بزرگ مخروطی، رو به عقب کشیده شود.
زبری خود مخروطی "۸/۵ در هر فوت است، اما نسبت‌ها و ابعاد دقیق برای اندازه‌های مختلف مخروطی‌های زبانه‌دار در زیر آورده شده‌است.

## ابعاد
| Morse Taper number | Taper    | A      | B (max) | C (max) | D (max) | E (max) | F  | G     | H   | J    | K          |
| ------------------ | -------- | ------ | ------- | ------- | ------- | ------- | -- | ----- | --- | ---- | ---------- |
| ۰                  | ۱:۱۹٫۲۱۲ | ۹٫۰۴۵  | ۵۶٫۵    | ۵۹٫۵    | ۱۰٫۵    | ۶       | ۴  | ۱     | ۳   | ۳٫۹  | ۱° ۲۹' ۲۷" |
| ۱                  | ۱:۲۰٫۰۴۷ | ۱۲٫۰۶۵ | ۶۲      | ۶۵٫۵    | ۱۳٫۵    | ۸٫۷     | ۵  | ۱٫۲   | ۳٫۵ | ۵٫۲  | ۱° ۲۵' ۴۳" |
| ۲                  | ۱:۲۰٫۰۲۰ | ۱۷٫۷۸۰ | ۷۵      | ۸۰      | ۱۶      | ۱۳٫۵    | ۶  | ۱٫۶   | ۵   | ۶٫۳  | ۱° ۲۵' ۵۰" |
| ۳                  | ۱:۱۹٫۹۲۲ | ۲۳٫۸۲۵ | ۹۴      | ۹۹      | ۲۰      | ۱۸٫۵    | ۷  | ۲     | ۵   | ۷٫۹  | ۱° ۲۶' ۱۶" |
| ۴                  | ۱:۱۹٫۲۵۴ | ۳۱٫۲۶۷ | ۱۱۷٫۵   | ۱۲۴     | ۲۴      | ۲۴٫۵    | ۸  | ۲٫۵   | ۶٫۵ | ۱۱٫۹ | ۱° ۲۹' ۱۵" |
| ۵                  | ۱:۱۹٫۰۰۲ | ۴۴٫۳۹۹ | ۱۴۹٫۵   | ۱۵۶     | ۲۹      | ۳۵٫۷    | ۱۰ | ۳     | ۶٫۵ | ۱۵٫۹ | ۱° ۳۰' ۲۶" |
| ۶                  | ۱:۱۹٫۱۸۰ | ۶۳٫۳۴۸ | ۲۱۰     | ۲۱۸     | ۴۰      | ۵۱      | ۱۳ | ۴     | ۸   | ۱۹   | ۱° ۲۹' ۳۶" |
| ۷                  | ۱:۱۹٫۲۳۱ | ۸۳٫۰۵۸ | ۲۸۵٫۷۵  | ۲۹۴٫۱   | ۳۴٫۹    | -       | -  | ۱۹٫۰۵ | -   | ۱۹   | ۱° ۲۹' ۲۲" |